# Ilse Grubrich-Simitis
Ilse Grubrich-Simitis (* 22. Februar 1936; † 8. August 2024) war eine deutsche Psychoanalytikerin und Freud-Forscherin, die in einer privaten Praxis und als Lehranalytikerin am Frankfurter Psychoanalytischen Institut arbeitete. 

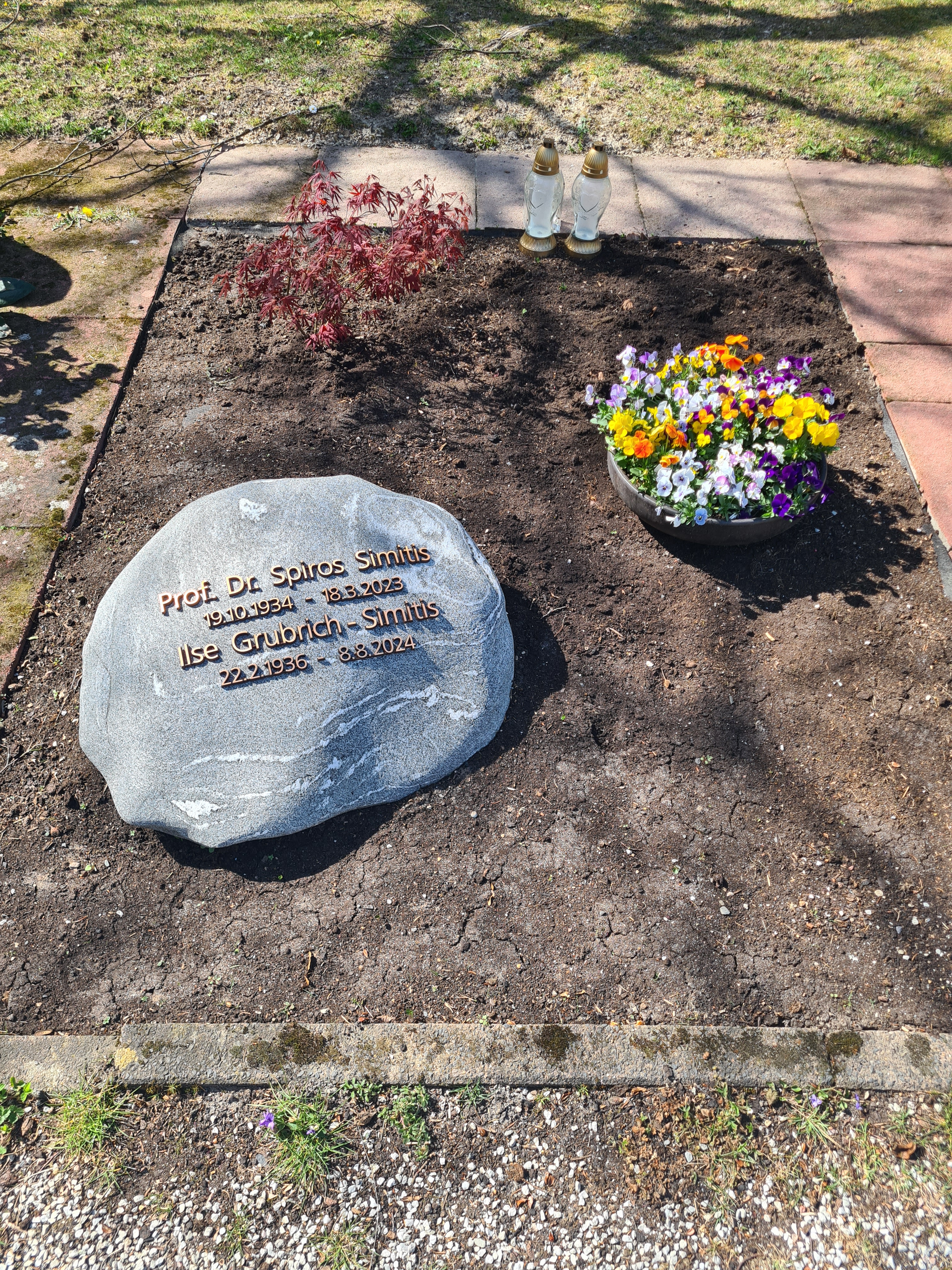
Das Grab von Ilse Grubrich-Simitis und ihrem Ehemann Spiros Simitis auf dem Friedhof Falkenstein in Königstein im Taunus

## Leben
Ilse Grubrich studierte von 1955 bis 1959 an der Hochschule für Gestaltung in Ulm. Sie war seit den 1960er-Jahren, zunächst als Lektorin, verantwortlich für die Editionen von Freuds Werken und Briefen im S. Fischer Verlag und wirkte als Mitherausgeberin des Jahrbuchs der Psychoanalyse.
Ilse Grubrich-Simitis war verheiratet mit dem Juristen und Datenschutzexperten Spiros Simitis. Sie starb am 8. August 2024.

## Auszeichnungen
- 1998 Sigmund-Freud-Preis für wissenschaftliche Prosa der Deutschen Akademie für Sprache und Dichtung
- 1998 Mary S. Sigourney Award

## Schriften (Auswahl)
- Sigmund Freud: Werkausgabe in zwei Bänden. Band 1: Elemente der Psychoanalyse. Band 2: Anwendungen der Psychoanalyse. Hrsg. und komm. von Anna Freud und Ilse Grubrich-Simitis. Fischer Verlag, Frankfurt am Main 2006, ISBN 3-596-17216-0.
- Michelangelos Moses und Freuds „Wagstück“. Eine Collage. Fischer Verlag, Frankfurt am Main 2004, ISBN 3-10-074400-4.
- Hundert Jahre „Traumdeutung“ von Sigmund Freud. Gemeinsam mit Mark Solms und Jean Starobinski. Fischer-Taschenbuch, Frankfurt am Main 2000.
- Urbuch der Psychoanalyse. Hundert Jahre Studien über Hysterie von Josef Breuer und Sigmund Freud. Fischer Verlag, Frankfurt am Main 1995, ISBN 3-10-007903-5.